# Джейд, Катрина
Катрина Джейд (англ. Katrina Jade; род. 31 октября 1991 года, Калифорния) — американская порноактриса.

## Биография
Катрина Джейд родилась 31 октября 1991 года в Калифорнии. Имеет голландские, немецкие, ирландские, итальянские, гавайские, индейские и мексиканские корни. После окончания средней школы работала продавцом в «Circuit City», затем — стилистом.
Начала карьеру порноактрисы в 2014 году, в возрасте 23 лет. Первая сцена — для портала Kink.com. Сотрудничала с OC Modeling, Naughty America, Reality Kings, Brazzers, Girlfriends Films, Wicked Pictures, Mile High, Bang Bros, Dogfart Network, Hustler, Jules Jordan, Hard X. Снялась более чем в 200 порнофильмах.

## Награды
| Год  | Награда    | Категория                   | Работа         | Результат |
| ---- | ---------- | --------------------------- | -------------- | --------- |
| 2017 | AVN Awards | Лучшая групповая сцена      | Orgy Masters 8 | Победа    |
| 2017 | XBIZ Award | Лучшая исполнительница года |                | Победа    |
| 2018 | XBIZ Award | Лучшая исполнительница года |                | Номинация |

## Избранная фильмография
Некоторые фильмы:
- Axel Braun’s Inked,[5]
- Big Wet Interracial Tits,[6]
- Cheating With The Nanny,[7]
- I Like Black Boys 13,[8]
- Internal Damnation 11,[9]
- Lex’s Breast Fest 5,[10]
- Manuel’s Fucking POV 3,[11]
- Oral Angels,[12]
- Platinum Pussy,[13]
- Strap Some Boyz 5[14]
- Take the Condom Off[15].